# Ignacy Czeżyk
Ignacy Tadeusz Czeżyk (ur. 19 czerwca 1944 w Hołowczycach) – polski polityk, nauczyciel i samorządowiec, poseł na Sejm X kadencji (1989–1991), były członek zarządu województwa lubelskiego.

## Życiorys
Ukończył w 1969 studia matematyczne na Uniwersytecie Marii Curie-Skłodowskiej w Lublinie. W 1968 został zatrudniony w I Liceum Ogólnokształcącym im. księcia Adama Jerzego Czartoryskiego w Puławach, którego od 1992 do 1996 był dyrektorem. Objął później stanowisko dyrektora w Zespole Szkół w Janowcu.
W latach 1980–1981 był członkiem prezydium Krajowej Sekcji Oświaty i Wychowania Niezależnego Samorządnego Związku Zawodowego „Solidarność”. W 1989 został posłem na Sejm kontraktowy z ramienia Komitetu Obywatelskiego z okręgu puławskiego.
W 1990 został członkiem Stowarzyszenia Wspólnota Polska, w tym samym roku założył Forum Środkowo-Wschodniej Europy. W latach 1990–1991 był prezesem Klubu Inteligencji Katolickiej w Puławach.
Należał do Porozumienia Centrum. W 1993 i 2001 bez powodzenia kandydował do Sejmu. Z ramienia Akcji Wyborczej Solidarność w latach 1998–2002 zasiadał w sejmiku lubelskim I kadencji. W 2002 uzyskał reelekcję z listy koalicji Platforma Obywatelska – Prawo i Sprawiedliwość. Od 2 grudnia 2002 do 8 stycznia 2003 był członkiem zarządu województwa. W 2006, 2010, 2014 i 2018 uzyskiwał mandat radnego Puław z ramienia Prawa i Sprawiedliwości.

## Odznaczenia
Odznaczony Krzyżem Kawalerskim Orderu Odrodzenia Polski (2014), Medalem Komisji Edukacji Narodowej (1995), Srebrnym Krzyżem Zasługi (1999) i Odznaką Honorową „Zasłużony dla Województwa Lubelskiego” (2009). W 2015 otrzymał Krzyż Wolności i Solidarności.